# Saint-Félix-de-Rieutord
 Saint-Félix-de-Rieutord  là một xã ở tỉnh Ariège, thuộc vùng Occitanie ở phía tây nam nước Pháp.